# Jack Donovan
Jack Donovan (Pensilvânia, 23 de outubro de 1974) é um autor, escritor e palestrante estadunidense. É mais conhecido pelo seu livro de 2012, The Way of Men, traduzido em português como o O Código dos Homens. Ele é homossexual assumido, mas não defende os direitos LGBT e é conhecido por ser defensor do que chama de "culto à masculinidade".

## Obras
- 2018 A More Complete Beast. Oregon: ISBN 9780985452377
- 2014 A Sky Without Eagles. Oregon: Dissonant Hum ISBN 978-0985452308
- 2012 O Código dos Homens[1] (The Way of Men). Oregon: Dissonant Hum ISBN 978-0985452308, Editora Simonsen ISBN 8569041012
- 2011 Blood-Brotherhood and Other Rites of Male Alliance. Oregon: Dissonant Hum ISBN 978-0985452322
- 2011 No Man's Land. Publicado sob licença Creative Commons[2]
- 2007 Androphilia. Baltimore: Scapegoat Publishing ISBN 978-0976403586